# Mariinszki járás
A Mariinszki járás (oroszul Марии́нский райо́н) Oroszország egyik járása a Kemerovói területen. Székhelye Mariinszk.

## Népesség
- 1989-ben 22 037 lakosa volt.
- 2002-ben 19 182 lakosa volt.
- 2010-ben 17 285 lakosa volt, melynek 95,8%-a orosz, 1,6%-a tatár, 0,3%-a ukrán, 0,2%-a német stb.